# Dobrovice
Dobrovice (tyska: Dobrowitz) är en stad i Tjeckien. Den ligger i regionen Mellersta Böhmen, i den centrala delen av landet, 50 km nordost om huvudstaden Prag. Dobrovice ligger 243 meter över havet och antalet invånare är 3 380 (2016).
Terrängen runt Dobrovice är huvudsakligen platt, men den allra närmaste omgivningen är kuperad. Runt Dobrovice är det ganska glesbefolkat, med 30 invånare per kvadratkilometer. Närmaste större samhälle är Mladá Boleslav, 6,3 km nordväst om Dobrovice. Trakten runt Dobrovice består till största delen av jordbruksmark.
Trakten ingår i den hemiboreala klimatzonen. Årsmedeltemperaturen i trakten är 8 °C. Den varmaste månaden är juli, då medeltemperaturen är 20 °C, och den kallaste är december, med −5 °C.